# ベラミ
『ベラミ』 (Bel-Ami) は、ギ・ド・モーパッサンの小説。1885年初版。タイトルのBel-Amiは"美しい男友達"の意である。
美貌の青年ジョルジュ・デュロアが、女性たちを利用して栄達する姿を描く。自然主義文学の典型例とされる。

## あらすじ
軍隊から除隊し、アフリカからパリに戻ったデュロアは、職もなく困窮していた。再会した戦友、フォレスティエの紹介で新聞社の記者となるが、エッセイ記事が書けず、フォレスティエの妻、マドレーヌに代筆させる。
デュロアは記者の立場と美貌を武器に上流階級の夫人たちに取り入り、マドレーヌの友人であるド・マレル夫人、勤務する新聞社の社長夫人であるヴァルテール夫人を次々と愛人にして利用していく。フォレスティエの死後、マドレーヌを妻とするが、彼女の財産を奪ったうえ、さらに上昇するために、彼女の不貞を理由に離婚する。最後は、愛人ヴァルテール夫人の娘であり、新聞社の社長令嬢であるシュザンヌと再婚する。

## 登場人物
- ジョルジュ・デュロア - 農家の息子で類稀な美青年。軍隊を退役し、ひと旗あげようとパリにやってくるが、とりたてて才能もなく、コネもなく、しがない鉄道員として働いているときに、元戦友と出会い、その紹介で新聞社に職を得、美貌を武器に女たちを踏み台にして出世していく。
- シャルル・フォレスティエ - 主人公デュロアの元戦友。新聞社勤務。デュロアに職を手配する。
- マドレーヌ・フォレスティエ - シャルル・フォレスティエの妻。夫の死後、デュロアと結婚する。
- クロティルド・ド・マレル - マドレーヌの友人。デュロアと恋仲になる。
- ヴィルジニー・ヴァルテール - 新聞社の社主の妻。デュロアと不倫。
- シュザンヌ・ヴァルテール - 新聞社の社主の娘。デュロアと結婚する。

## 日本語訳
すべて絶版もしくは品切れとなっている。
- ベラミ - 白水社、中村光夫訳、1948年初版
- ベラミ - 角川書店、木村庄三郎訳、1954年初版
- ベラミ - 岩波文庫 上下、杉捷夫訳、改版1977年
- ベラミ - 新潮文庫、田辺貞之助訳、改版1979年
- ベラミ - 角川文庫、中村佳子訳、2013年

## 本作を題材とした作品

### 映画
- ベラミ（ドイツ語版） - 1939年、ドイツ映画、監督・主演：ヴィリ・フォルスト
- 美貌の友（英語版） - 1947年、アメリカ映画、監督：アルバート・リューイン　主演：ジョージ・サンダース、アンジェラ・ランズベリー
- エクスタシー（マリー・フォルサ in 若草の萌える時）- 1976年、スウェーデン映画、監督：マック・アールバーグ　主演：ハリー・リームス、マリー・フォルサ
- ベラミ 愛を弄ぶ男 - 2012年、アメリカ映画、監督：ディクラン・ドネラン、ニック・オーマード　主演：ロバート・パティンソン、ユマ・サーマン

### テレビ
- ベラミ - 2005年、フランス映画、監督：フィリップ・トリボワ